# Begonia gemmirhiza
Begonia gemmirhiza là một loài thực vật có hoa trong họ Thu hải đường. Loài này được H.Lév. mô tả khoa học đầu tiên năm 1911.